# Idaea abnobaria
Idaea abnobaria là một loài bướm đêm trong họ Geometridae.